# Murewa
Murewa (aussi appelé Murehwa et Mrewa) est une ville et un district du Zimbabwe, situé à 75 kilomètres au nord-est d'Harare, la capitale, sur la route de Tete, au Mozambique. La ville se trouve à 1 400 mètres d'altitude ; elle comptait 16 666 habitants en 2012. À proximité se trouvent les grottes de Murewa, célèbres pour leurs peintures rupestres réalisées par les San il y a 1 000 ans environ.

## Géographie
Le district de Murewa s'étend du mont Hanwa (à 10 kilomètres au nord de Macheke (en)) au sud jusqu'à Uzumba au nord. C'est un district rural où la majorité de la population (en grande partie shona) pratique une agriculture de subsistance. Le quart sud du district est occupé par des fermes commerciales fondées par des colons européens. On trouve aussi dans la région trois forts construits sur des collines après 1500, pendant une phase de déclin de l'Empire Monomotapa.